# Veïnat de Mont-roig (Gironès)
Veïnat de Mont-roig – miejscowość w Hiszpanii, w Katalonii, w prowincji Girona, w comarce Gironès, w gminie Cassà de la Selva.
Według danych INE z 2004 roku miejscowość zamieszkiwały 83 osoby.